# Гаджиева, Сона Салман кызы
Сона Салман кызы Гаджиева (азерб. Sona Salman qızı Hacıyeva; 25 июня 1907, Нуха, Кавказское наместничество — 24 декабря 1979, Баку) — азербайджанская советская актриса театра и кино, одна из первых актрис азербайджанского театра, Народная артистка Азербайджанской ССР (1949).

## Биография
Сона Салман кызы Гаджиева родилась 25 июня 1907 года в Нухе в семье азербайджанской актрисы Азизы Мамедовой, которая в свою очередь была дочерью известного певца-ханенде Абдульбаги Зулалова. Сценическую деятельность начала в 1921 году в азербайджанском государственном Сатир-агит-театре в Баку (ныне — Академический русский драматический театр имени Самеда Вургуна). С 1923 года по 1979 год являлась актрисой Азербайджанского драматического театра имени Мешади Азизбекова.
До 1927 года Гаджиева играла в драматических спектаклях и исполняла партии в музыкальных спектаклях, но затем стала играть только в драматических спектаклях. На сцене Сона Гаджиева создавала лирические образы девушек, любящих и простодушных. Одной из лучших ролей Гаджиевой считается Алмас в одноимённой пьесе Джафара Джаббарлы 1931 года. Позднее Гаджиева играла роли, которые отмечены яркой бытовой характерностью.
Снималась в фильмах «Любимая песня» (1955, режиссёр Л. Сафаров), «Не та, так эта» (1956, режиссёр Г. Сеидзаде), «Под знойным небом» (1957, режиссёр Л. Сафаров), «Утро» (1960, режиссёр А. Кулиев).
В 1949 году Сона Гаджиева была удостоена звания Народной артистки Азербайджанской ССР. Была награждена орденом «Знак Почёта» и медалями.
Была награждена Почётной Грамотой Президиума Верховного Совета Азербайджанской ССР (1974).

## Работы

### Роли в театре

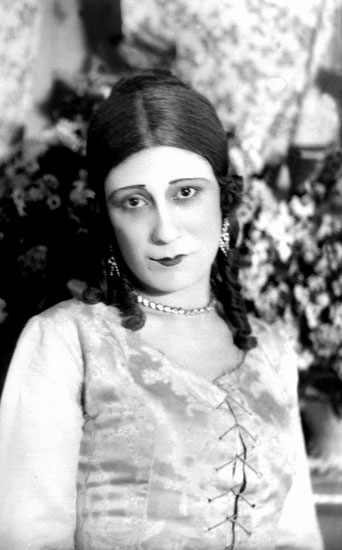
Сона Гаджиева в роли Джульетты («Ромео и Джульетта» У. Шекспира) на сцене Азербайджанского драматического театра им. М. Азизбекова

- Лейли («Лейли и Меджнун» У. Гаджибекова);
- Шах-Сенем («Ашик Гариб» З. Гаджибекова);
- Сона («Гаджи Кара» М. Ф. Ахундова)
- Назлы («Мертвецы» Дж. Мамедкулизаде)
- Сусан («Намус» А. Ширванзаде);
- Варвара («Гроза» А. Острвского);
- Анна («На дне» М. Горького);
- Мария («Двенадцатая ночь» У. Шекспира);
- Ниса Ханум («Ширванская красавица» Э. Мамедханлы) и др.

### Фильмография
| Год  |   | Название          | Роль                |
| ---- | - | ----------------- | ------------------- |
| 1925 | ф | Во имя Бога       | эпизод              |
| 1955 | ф | Любимая песня     | Захра               |
| 1956 | ф | Не та, так эта    | эпизод              |
| 1957 | ф | Под знойным небом | деревенская женщина |
| 1960 | ф | Утро              | мать Аслана         |
| 1962 | ф | Я буду танцевать  | гардеробщица        |
| 1962 | ф | Телефонистка      | бабушка Мехрибан    |